# Мариновка (Омская область)
Мариновка — деревня в Оконешниковском районе Омской области России. Входит в состав Андреевского сельского поселения.

## История
Основана в 1896 году. В 1928 г. поселок Мариновский состоял из 218 хозяйств, основное население — русские. Центр Мариновского сельсовета Крестинского района Омского округа Сибирского края.
В соответствии с Законом Омской области от 30 июля 2004 года № 548-ОЗ «О границах и статусе муниципальных образований Омской области» деревня вошла в состав образованного Андреевского сельского поселения. 

## Население
| 2002 | 2010 |
| ---- | ---- |
| 163  | ↘52  |

## Инфраструктура
Мариновка фактически входит в Степной заказник.
Личное подсобное хозяйство.

## Транспорт
Просёлочные дороги.